# Гайнріх Айхгорн
Гайнріх Карл Айхгорн (нім. Heinrich Karl Eichhorn; 30 листопада 1927–1999) — американський астроном австрійського походження.

## Біографія
Народився у Відні, закінчив Віденський університет у 1949, у 1950—1951 працював асистентом у Віденській обсерваторії. У 1951—1952 працював в Глазго, після чого повернувся до Віденської обсерваторії. У 1954—1956 стажувався в обсерваторії Ліндер Мак-Кормік (США). Після короткого перебування у Віденській обсерваторії в кінці 1956 остаточно переїхав до США. У 1956—1959 працював в обсерваторії Джорджтаунського коледжу (Вашингтон), в 1959—1964 — в обсерваторії Ван-Флек (Міддлтаун, штат Коннектикут). У 1964—1979 — професор, завідувач кафедри астрономії в університеті Південної Флориди (Тампа); в 1979—1985 — професор, завідувач кафедри астрономії в університеті Флориди (Гейневілл).
Основні праці в галузі математичних і теоретичних аспектів позиційної астрономії, астрометрії, зоряної кінематики, а також геодезії. Розробив математичні основи методу «пластинок, що перекриваються» у фотографічній астрометрії, в якому при складанні каталогів координат зірок одні й ті ж ділянки неба фотографуються на двох або декількох пластинках з деяким зміщенням їх оптичних центрів. Подальша редукція результатів вимірювань прямокутних координат зірок проводиться по всіх пластинках великої області неба спільно. Остаточна точність координат загальних для області перекриття зірок при використанні цього методу істотно збільшується. Автор монографії «Астрономія зоряних положень» (1974), в якій представлені зведення даних про існуючі астрометричні каталоги і критичний аналіз методів їхнього складання.
У 1979—1982 був президентом Комісії N 24 «Фотографічна астрометрія» Міжнародного астрономічного союзу.
Астероїд 4297 Ейхгорн названий на його честь.